# T
A T a latin ábécé huszadik, a magyar ábécé harmincharmadik betűje. Számítógépes használatban az ASCII kódjai: nagybetű – 84, kisbetű – 116.

## Jelentései

### Biokémia
- T: a DNS egyik bázisának, a timinnek a jele

### Csillagászat
- T: a Drake-formulában a Tejútrendszer korának hosszúsága

### Fizika
- T: a termodinamikai hőmérséklet jele
- t: az idő jele
- T: a mágneses indukció SI egységének a jele
- T: a csavarónyomaték, torziós nyomaték jele
- T: a tárgynagyság jele
- T: a periódusidő jele

### Kémia
- T: a termodinamikai hőmérséklet jele
- T: a trícium vegyjele

### Közgazdaságtan
- t: az adókulcs jele
- T: a teljes adóbevétel jele a makroökonómiában
- t: az idő jele

### Matematika
- T: Terület jele
- t: az idő jele
- T: a Transzcendens számok halmazának jele

### SI
- T: a hőmérséklet jele

### Statisztika
- t: a Student-eloszlás jele

### Egyéb
- T: Thaiföld nemzetközi autójelzése
- T: Brian W. Aldiss egyik novellájának címe